# آووگادرو (دهانه)

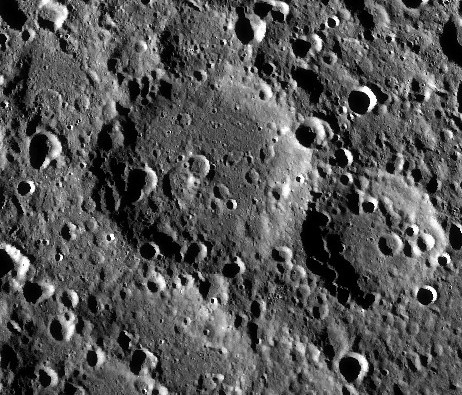
تصویری از آووگادرو یا دهانه برخوردی در ماه.

آووگادرو یک دهانه برخوردی در ماه است.

## دهانه‌های اقماری
این دهانه ۱ دهانه اقماری دارد.
| Avogadro | عرض جغرافیایی | طول جغرافیایی | قطر          |
| -------- | ------------- | ------------- | ------------ |
| D        | ۶۴٫۴° N       | ۱۶۹٫۵° E      | ۲۰٫۰ کیلومتر |